# Versturzhöhle (Kugelstein)
Die Versturzhöhle bei Deutschfeistritz befindet sich in 511 m ü. A. im Kugelstein nördlich des Hauptortes von Deutschfeistritz und südlich von Badl, Steiermark in Österreich.

## Lage
Die Versturzhöhle befindet sich am östlichen Hang des Kugelsteins, südlich der Leiterhöhle und nördlich der Kugelsteinhöhle III, unweit der Gemeindegrenze zwischen Deutschfeistritz und Frohnleiten. Der Zugang zur Höhle befindet sich an einer Felswand, in einer Rinne etwas unterhalb des Plateurandes des Kugelsteins.

## Beschreibung
Die rund 32 Meter lange Versturzhöhle hat einen mehr als 15 Meter breiten und etwa 4 Meter hohen Eingang. Im Eingangsbereich befinden sich zahlreiche große Versturzblöcke. Vom im Nordosten gelegenen Eingang führt ein kurzer, steil abfallender Gang zu mehreren Höhlenräumen, in welchen man keine Versturzblöcke mehr findet. Im östlichen Teil der Höhle befindet sich ein Kamin, während sich im westlichen Teil ein Kluftschacht befindet. Sowohl der Kamin als auch der Kluftschacht wurden noch nicht näher untersucht. Im Westen verläuft parallel zu den Höhlenräumen ein rund 10 Meter langer, tiefer gelegener Gang. Zwischen den Höhlenräumen und diesem Gang besteht eine Rufverbindung.
Der felsige Höhlenboden ist teilweise mit erdigen Sedimenten bedeckt. Die Versturzhöhle dient einigen troglophilen Tieren als Überwinterungsplatz.